# خانه دایره‌ای
خانه دایره‌ای (انگلیسی: Circle House; کره‌ای: 써클 하우스) یک برنامه تاک شو تلویزیونی التیام‌بخش محصول کره جنوبی است. این برنامه از ۲۴ فوریه تا ۲۸ آوریل ۲۰۲۲، پنجشنبه‌ها ساعت ۲۱:۰۰ (کی‌اس‌تی) از اس‌بی‌اس پخش شد.

## بازیگران
| گروه بازیگران | پیشه                      |
| ------------- | ------------------------- |
| اوه اون یونگ  | روان‌شناس، پروفسور         |
| لی سونگ گی    | خواننده، بازیگر، انترتینر |
| هان گا این    | بازیگر                    |
| نو هونگ چول   | انترتینر                  |
| لی‌جونگ لی     | رقصنده                    |